# 2010年木星撞击事件
2010年木星撞击事件是2010年時在木星发生的大陨石撞击事件，撞击物可能是直径约8–13米的小行星、彗星、半人马小行星、熄火彗星或被木星引力临时捕获的卫星。

## 观测
此次撞击事件的过程是由澳大利亚天文爱好者安东尼·韦斯利（Anthony Wesley）在2010年6月3日发现并第一个报告。菲律宾天文爱好者克里斯托弗·郭（Christopher Go）也拍摄影片而同时记录这次事件。
这次撞击事件的观测持续约2秒，位于木星大氣層的南赤道带区，距离中央子午线约50度。。撞击物的直径约为8–13米，质量为500-2000千吨。 木星每年都会被这种级别的天体撞击数次。 2010年8月20日，又发现了另一次新的木星撞击事件，而在8月23日，又有两个天文爱好者观测到撞击事件。